# 나카야마 시치리
나카야마 시치리(일본어: 中山 七里, 1961년 12월 16일 ~ )는 일본의 추리 소설가이다. 기후현 출신. 2006년 《안녕, 드뷔시》로 등단하였다.

## 작품 목록

### 미코시바 레이지 변호사 시리즈
- 속죄의 소나타(贖罪の奏鳴曲, 2011)
- 추억의 야상곡(追憶の夜想曲, 2013)
- 은수의 레퀴엠(恩讐の鎮魂曲, 2016)
- 악덕의 윤무곡(悪徳の輪舞曲, 2018)

### 미사키 요스케 시리즈
- 안녕, 드뷔시(さよならドビュッシー, 2010)
- 잘 자요, 라흐마니노프(おやすみラフマニノフ, 2010)
- 안녕, 드뷔시 전주곡(さよならドビュッシー前奏曲 要介護探偵の事件簿, 2011)
- 언제까지나 쇼팽(いつまでもショパン, 2013)
- 어딘가에서 베토벤(どこかでベートーヴェン, 2016)
- 다시 한 번 베토벤(もういちどベートーヴェン, 2019)

### 와타세 경부 시리즈
- 테미스의 검(テミスの剣, 2014)
- 네메시스의 사자(ネメシスの使者, 2017)

### 단권 작품
- 연쇄 살인마 개구리 남자(連続殺人鬼カエル男, 2011)
  - 연쇄 살인마 개구리 남자의 귀환(連続殺人鬼カエル男ふたたび, 2018)
- 마녀는 되살아난다(魔女は甦る, 2011)
- 시즈카 할머니에게 맡겨줘(静おばあちゃんにおまかせ, 2012)
  - 시즈카 할머니와 요스케 탐정(静おばあちゃんと要介護探偵, 2018)
- 히트업(ヒートアップ, 2012)
- 스타트!(スタート!, 2012)
- 아폴론의 조소(アポロンの嘲笑, 2014)
- 월광의 스티그마(月光のスティグマ, 2014)
- 비웃는 숙녀(嗤う淑女, 2015)
  - 또 다시 비웃는 숙녀(ふたたび嗤う淑女, 2019)
- 총리로 앉혀진 사나이(総理にされた男, 2015)
- 싸우는 당신의 노래를(闘う君の唄を, 2015)
- 작가 형사 부스지마(作家刑事毒島, 2016)
- 세이렌의 참회(セイレーンの懺悔, 2016)
- 마왕성 살인사건(魔王城殺人事件, 2004)
- 날개가 없어도(翼がなくても, 2017)
- 아키야마 젠키치 공무점(秋山善吉工務店, 2017)
- 왈츠를 추자(ワルツを踊ろう, 2017)
- 도망형사(逃亡刑事, 2017)
- 잡히지 않은 자들에게(護られなかった者たちへ, 2018)
- 노 가면 검사(能面検事, 2018)
- TAS 특별 사제 수사단(TAS 特別師弟捜査員, 2018)
- 웃어라, 샤일록(笑え、シャイロック, 2019)